# Базовая карта Германии
Базовая карта Германии (нем. Deutsche Grundkarte (DGK)) — официальная топографическая карта Германии масштаба очень крупного масштаба, на основе которой создаются последующие карты меньшего масштаба.

Одна из базовых карт Саксонии, 1933

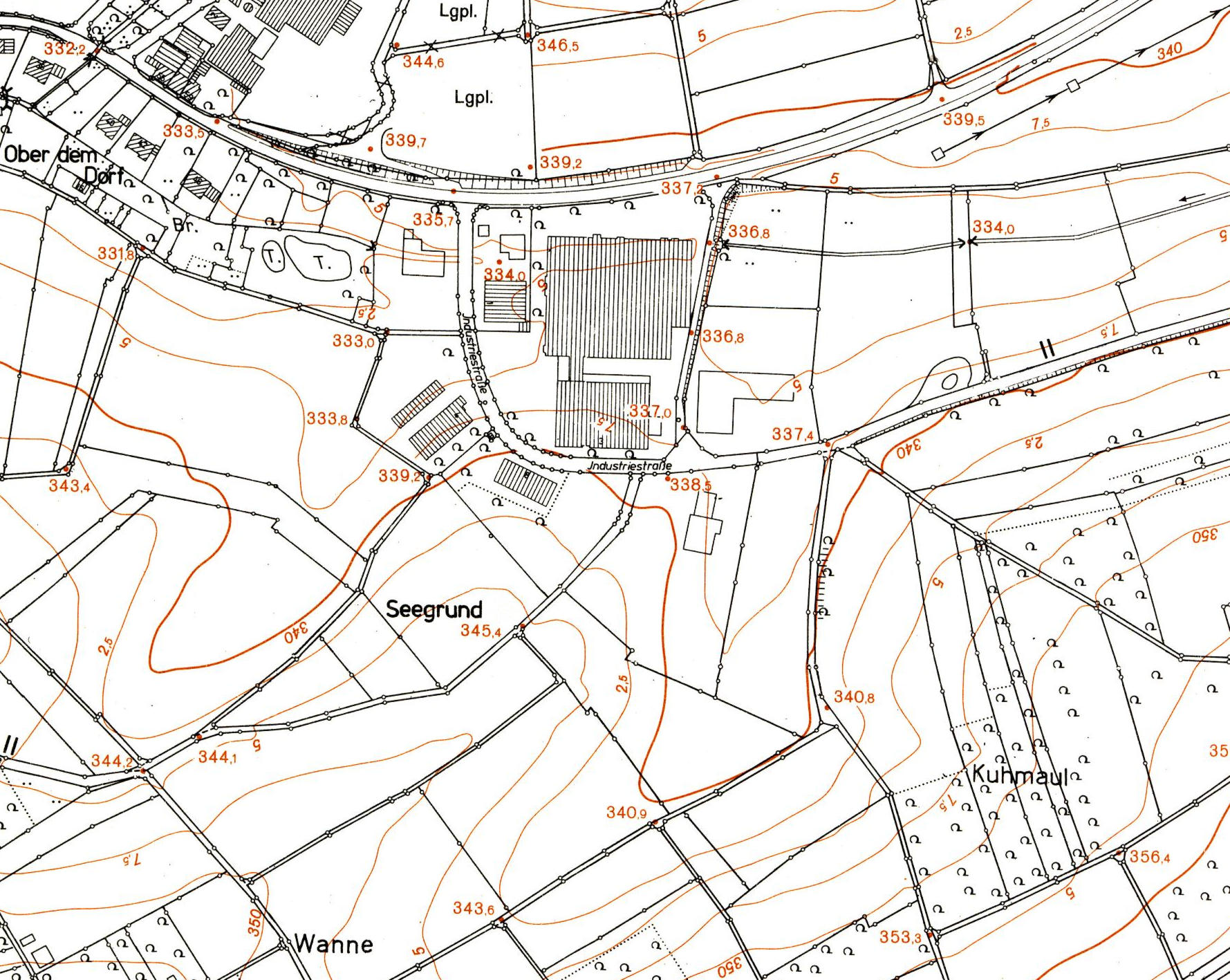
Одна из современных базовых карт Баден-Вюртемберга

## Общие сведения
DGK обычно создаётся в масштабе 1:5000 и обозначается как DGK 5. Таким образом, карта размером 40×40 см изображает территорию размером 2×2 км. Карта содержит все важные топографические объекты в точном соответствии с их плановым расположением на местности. Кроме того, в зависимости от рельефа, горизонтали отображаются с интервалом 0,5–5 м. Для создания DGK используются кадастровые карты (м-ба 1:2500), другие карты крупного масштаба (результаты геодезических измерений и т.п.), полевые и ортофотопланы. В отличие от топографических карт меньшего масштаба, на DGK также показаны границы собственности. При создании карт обычно используется система координат Гаусса-Крюгера. Лист карты расчерчивается по прямым координатам Гаусса-Крюгера. Нумерация листов получается из номера листа топографической карты 1:25000 (ТК 25) и порядкового номера внутри листа этой карты.
DGK создаётся в нескольких вариантах:
- Обычное (нормальное) издание (DGK 5 N)
- Плановое изображение (DGK 5 G)
- Аэрокарта (DGK 5 L)
- Почвенная карта (DGK 5 Bо)

## История
В 1923 году консультативный совет по топографической съёмке Имперского управления государственного межевания рекомендовал создать топографическую базовую карту масштаба 1:5000. В 1925 году Имперское управление государственного учета опубликовало образец листа и инструкции по рисованию. Для создания базовой карты территория Германской империи была разделена примерно на 144 000 листов карт. Производство осуществлялось Имперским управлением по государственному приёму только по запросу, в противном случае производство также было бесплатным для властей на более низких административных уровнях. До 1936 года официальным названием была «Топографическая базовая карта Германского рейха 1:5000» наряду с названием «Экономическая карта рейха», которое также было распространено в то время. В 1936 году было введено название «Базовая карта Германии» масштаба 1:5000. До 1945 года не было создано ни одной всеобъемлющей серии карт.

### Современность
Создание бумажных DGK 5 было прекращено в большинстве федеральных земель в связи с введением цифрового построения топографических карт на основе данных ATKIS (Amtliches Topographisch-Kartographisches Informationssystem/Официальная топографо-картографическая информационная система). Однако её обычно заменяют другие картографические продукты, полученные из официальной информационной системы кадастра недвижимости ALKIS (Amtliches Liegenschaftskatasterinformationssystem/Официальная кадастровая информационная система недвижимости). В новых федеральных землях (бывшей ГДР) вместо DGK 5  доступна топографическая карта масштаба 1:10 000 (ТК 10).
| Федеральные земли                  | Название базовой карты                      |
| ---------------------------------- | ------------------------------------------- |
| Бремен, Саар                       | пока DGK 5                                  |
| Баден-Вюртемберг                   | (продолжение прекращено с 1998 года.)       |
| Бавария                            | Цифровая карта планирования 1:5.000 (DPK 5) |
| Берлин                             | Карта Берлина 1:5.000 (K5)                  |
| Гамбург                            | Цифровая карта Гамбурга 1:5.000 (DK 5)      |
| Новые федеральные земли            | Топографическая карта 1:10.000 (TK 10)      |
| Нижняя Саксония                    | Официальная карта 1:5.000 (AK 5)            |
| Северный Рейн-Вестфалия            | Официальная базовая карта NRW 1:5.000 (ABK) |
| Рейнланд-Пфальц, Шлезвиг-Гольштейн | Топографическая карта 1:5.000 (TK 5)        |